# Lake of the Woods (meer)
Het Lake of the Woods is een meer op de grens van de Amerikaanse staat Minnesota en de Canadese provincies Ontario en Manitoba.
Lake of the Woods beslaat een oppervlakte van ongeveer 4.349 km2 en heeft een maximale lengte van 115 km. Er bevinden zich zo'n 14.000 eilanden in het meer wat het een totale kustlengte van 105.000 km geeft. De maximale diepte van het meer is 49 meter en het oppervlak bevindt zich op 322 meter boven zeeniveau. Het meer wordt gevoed door de Rainy River terwijl het via de Winnipeg River afwatert naar het Winnipegmeer.
De grens tussen Canada en de VS kent in het meer een grillig verloop en het meest noordelijke punt van de staat Minnesota (en de 48 lower states), Northwest Angle, grenst niet aan de rest van de VS maar is alleen te bereiken via Canada of per boot. Ook Elm Point vormt een soortgelijke exclave.
Lake of the Woods is een belangrijke broedplaats voor vele vogelsoorten waaronder de Amerikaanse zeearend.